# Vasilis Mazarakis
Vasilis Mazarakis (Atenas, 9 de fevereiro de 1980) é um tenista profissional grego. Foi número 1 da Grécia durante o início do século XXI.